# Historisches Zentrum von Agadez
Das historische Zentrum von Agadez zählt zum UNESCO-Welterbe. Seine Kernzone umfasst den historischen Stadtkern der Stadt Agadez in Niger, der auf das 15. und 16. Jahrhundert zurückgeht. Die Häuser, Paläste und Moscheen im historischen Zentrum sind von traditioneller Lehmziegelarchitektur geprägt. Im Stadtkern leben etwa 20.000 Menschen.

## Areal
Die UNESCO-Welterbestätte besteht aus einer 77,6 ha großen Kernzone – der eigentlichen Altstadt – und einer 98,1 ha großen Pufferzone, die die Kernzone vollständig umschließt. Das historische Zentrum ist traditionell in elf Stadtviertel mit unregelmäßigen Flächen gegliedert. Diese sind Agar Garin Saka, Akanfaya, Amarewat, Amdit, Angoual Bayi, Founé Imé, Hougbéry, Katanga, Obitara, Oumourdan Magass und Oumourdan Nafala.
Die Altstadt von Agadez geht in ihrer heutigen Form auf das 15. und 16. Jahrhundert zurück, als sich das bis heute bestehende Sultanat Aïr hier etablierte. Sie hat etwa 20.000 Einwohner, die die lokalen Traditionen von Kultur, Handel und Handwerk weitertragen. Architektonisch ist das historische Zentrum von Lehmziegelbauten und einem für die Aïr-Region typischen dekorativen Stil geprägt. Neben vielen Wohnbauten dieser Art gibt es gut erhaltene Moscheen und Paläste.

## Herausragende Gebäude und Plätze

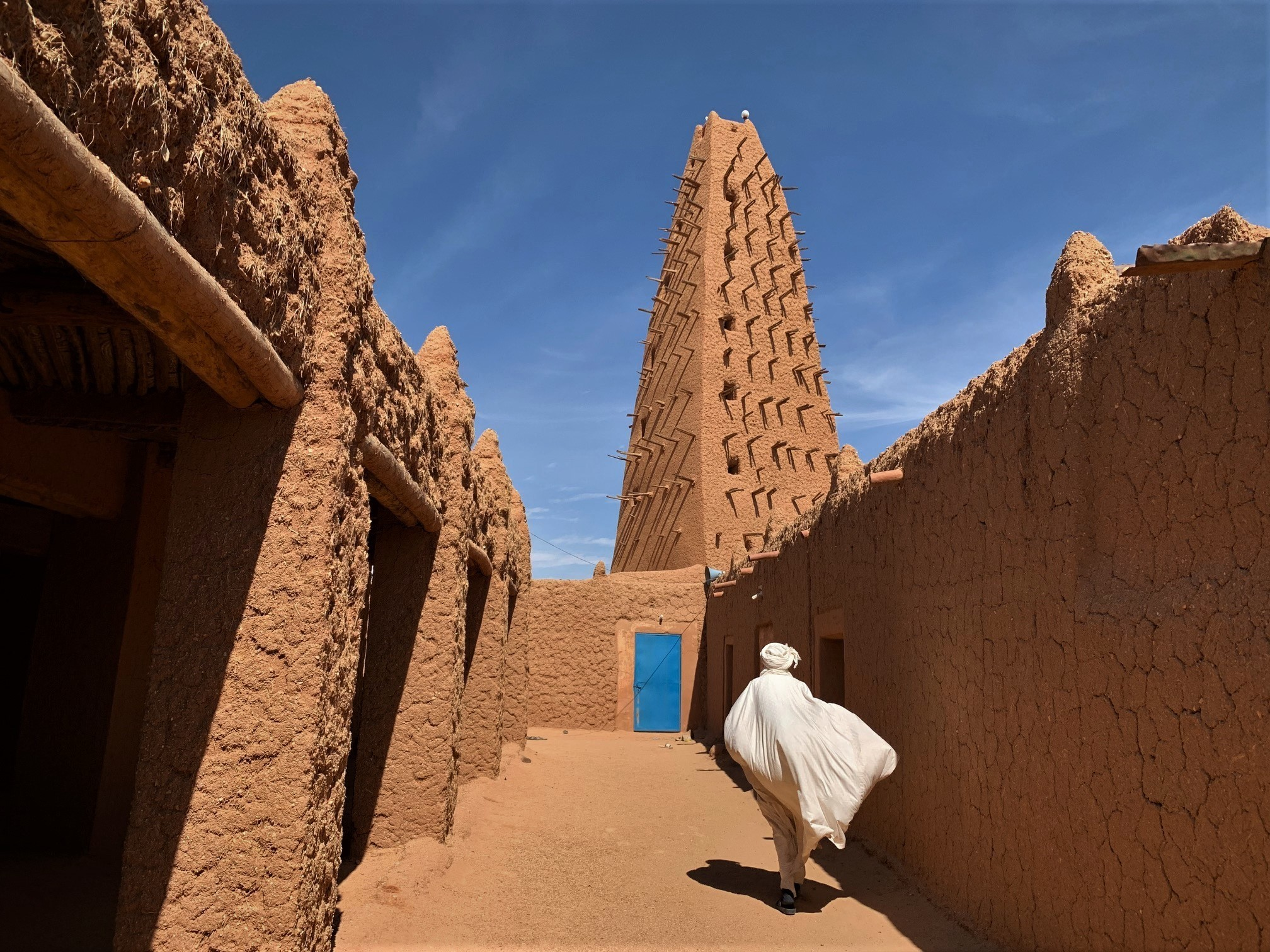
Große Moschee von Agadez

Zu den bekanntesten Bauten in der Welterbestätte zählt die Große Moschee von Agadez mit ihrem ikonischen 27 Meter hohen Minarett. Weitere wichtige Moscheen sind die Abawagé-Moschee, die Hassana-Moschee und die Tendé-Moschee.
Größere Paläste sind der Sultanspalast von Agadez, der Palast des Anastafidet und die Residenz des Sultans Almoumine. Zu den herausragenden Gebäuden gehören außerdem das Ati-Sarkin-Fawa-Haus, das Mahadi-Haus, das Haus des Qādī und das Sidi-Kâ-Haus, ferner das Hotel de l’Aïr und das Restaurant Le Pilier.
Bedeutende Plätze sind der Kofar-Sarki-Platz, der Platz des nächtlichen Marktes, der Platz der Scherifen, der Tamallakoye-Platz und der Toundoun-Gabass-Platz.

## Geschichte als Welterbestätte

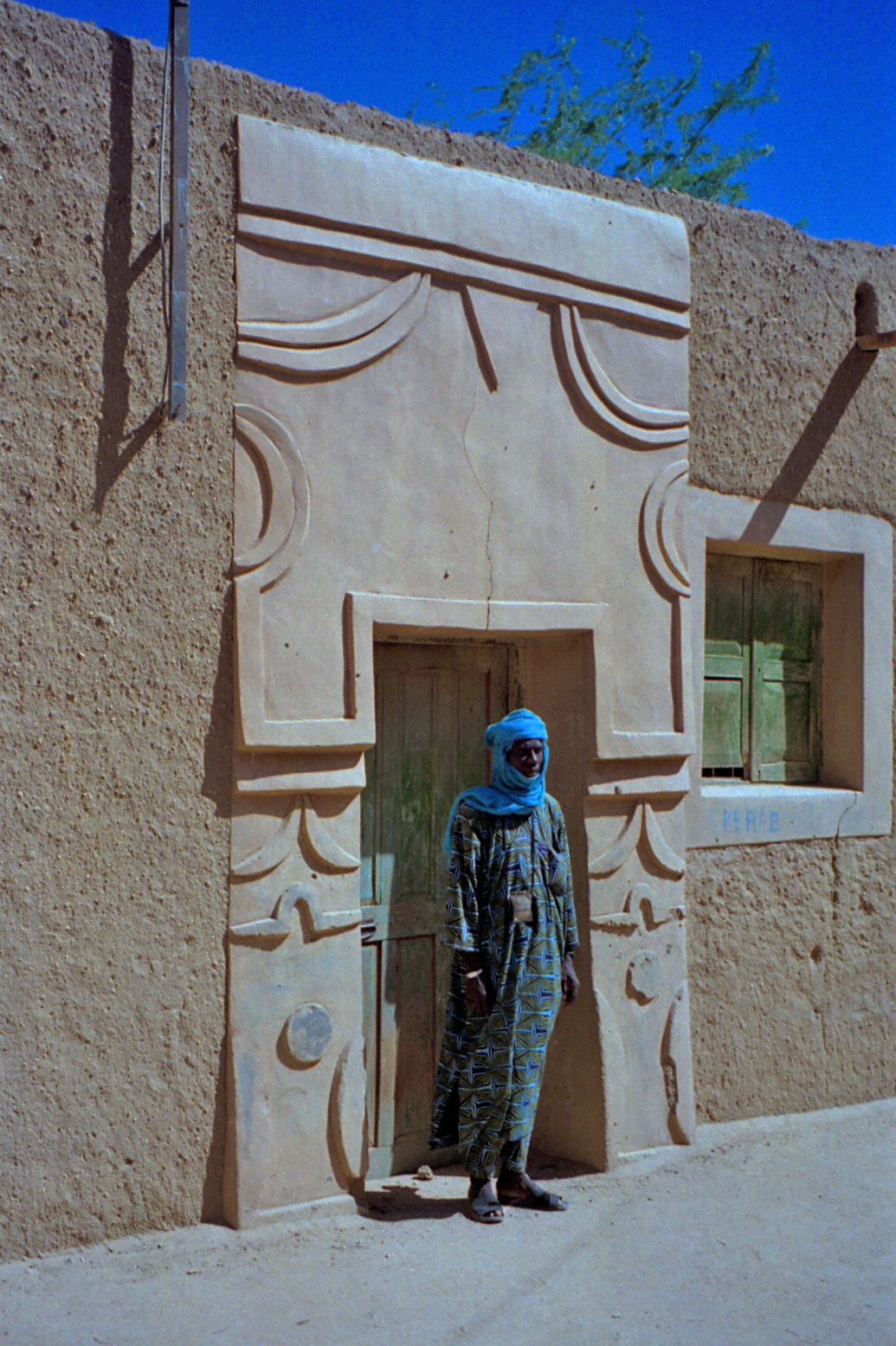
Traditionelle Architektur in Agadez

Das historische Zentrum von Agadez kam 2006 auf die Tentativliste und wurde am 23. Juni 2013 als UNESCO-Welterbe anerkannt. Es ist die dritte Welterbestätte in Niger nach dem 1991 anerkannten Naturschutzgebiet Aïr und Ténéré und dem 1996 anerkannten Nationalpark W, bei dem der Welterbestatus 2017 auf den Nationalparkkomplex W-Arly-Pendjari ausgeweitet wurde.